# فرانز ميرينغ
فرانز إيردمان ميرينغ (بالألمانية: Franz Erdmann Mehring) هو سياسي ثوري شيوعي ألماني ولد في يوم 27 فبراير 1846 في بلدة شلافنو لأسرة برجوازية. بدأ كسياسي في الحزب الديمقراطي الاجتماعي الألماني وكمعارض لأوتو فون بسمارك. من سنة 1906 إلى 1911 أصبح عضواً في البرلمان البروسي. أثناء الحرب العالمية الأولى وبسبب معارضته للحرب إنضم إلى الحزب الشيوعي الألماني، وأسس حلف سبارتاكوس مع روزا لوكسمبورغ وكارل ليبكنخت، تأثر بأفكار البلاشفة أثناء ثورة أكتوبر في روسيا وكان من المشاركين في ثورة نوفمبر (1918-1919) وألتي طالبت بالإطاحة بحكم الإمبراطور الألماني فيلهلم الثاني. توفي ميرينغ في يناير 1919 متأثراً بوفاة روزا لوكسمبورغ.

## روابط خارجية
- فرانز ميرينغ على موقع الموسوعة البريطانية (الإنجليزية)